# Roiffé
Roiffé é uma comuna francesa na região administrativa da Nova Aquitânia, no departamento de Vienne. Estende-se por uma área de 24,3 km². Em 2010 a comuna tinha 776 habitantes (densidade: 31,9 hab./km²).